# Robert Knepper

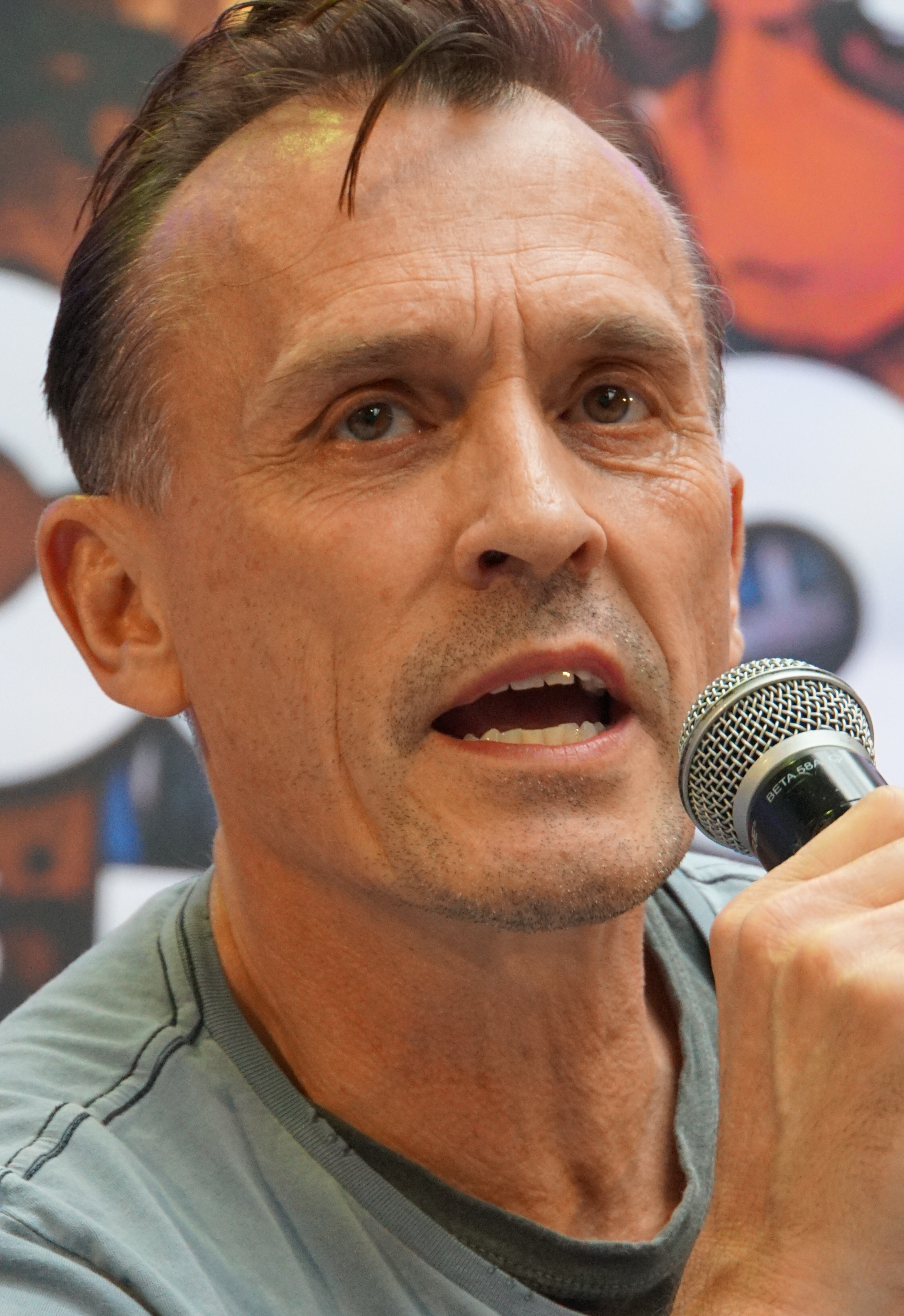
Robert Knepper (2016)

Robert Lyle Knepper (* 8. Juli 1959 in Fremont, Ohio) ist ein US-amerikanischer Schauspieler.

## Karriere
Robert Knepper wuchs in Maumee, Ohio, in der Nähe von Toledo auf. Sein Vater war Tierarzt, seine Mutter arbeitete in einem Theater in der Requisite. Die Arbeit seiner Mutter weckte schon früh Kneppers Interesse an der Schauspielerei. Er spielte in seiner Jugend häufig bei High-School-Auftritten und in kleinen Theatern mit. Nach dem Verlassen der Maumee High School 1977 ging er auf die Northwestern University, um dort Drama zu studieren. Während dieser Zeit spielte er auch viele professionelle Rollen in Chicago. Sein Studium brach er vor dem Abschluss ab und zog nach New York City, wo er weiter am Theater arbeitete.
Obwohl Knepper nie geplant hatte, in Filmen oder Fernsehprojekten mitzuwirken, begann er seine Film- und Fernsehkarriere 1986 in einer Folge der Fernsehserie The Paper Chase und dem Film That’s Life! – So ist das Leben von Blake Edwards. Später wirkte er in D.O.A. – Bei Ankunft Mord (1988), Renegades (1989), Gas Food Lodging - Verlorene Herzen (1992), Blaze of Glory – Flammender Ruhm (1990), Ermordet am 16. Juli (1993), Alle sagen: I love you (1996) von Woody Allen, Phantoms (1998), Love & Sex (2000), Species III (2004), Hostage – Entführt (2005), Good Night, and Good Luck. (2005) von George Clooney und Hitman – Jeder stirbt alleine (2007) mit.
Außerdem hatte Knepper viele Gastauftritte in Fernsehserien wie Law & Order, Criminal Intent – Verbrechen im Visier, Nikita, New York Undercover, Star Trek: Raumschiff Voyager, Seven Days – Das Tor zur Zeit, Emergency Room – Die Notaufnahme, L.A. Law – Staranwälte, Tricks, Prozesse, Profiler, South Beach, Mord ist ihr Hobby, CSI: Miami und The West Wing.
Von 2005 bis 2009, sowie 2017 spielte er Theodore ‘T-Bag’ Bagwell in der US-Serie Prison Break. 2006 wurde er dafür als Bester Nebendarsteller bei den Satellite Awards nominiert.
In Deutschland war er Anfang 2009 im Film Transporter 3 zu sehen, als Gegenspieler von Jason Statham. In der US-Serie Heroes trat er 2009–2010 während der 4. Staffel als Samuel Sullivan auf.
2011 sah man ihn in der Serie von A&E Network Breakout Kings in der Rolle des Theodore ‘T-Bag’ Bagwell, die er bereits in der Serie Prison Break gespielt hatte.

## Privatleben
Knepper war von 2005 bis 2010 mit der Casting Directorin Tory Herald verheiratet, mit der er einen gemeinsamen Sohn (* 2002) hat. Seit 2013 ist er mit Nadine Kary verheiratet.

### Vorwürfe
2017 wurde Knepper im Zuge der MeToo-Kampagne von der Kostümdesignerin Susan Bertram des sexuellen Übergriffs am Set des Films Gas Food Lodging (1991) beschuldigt. Es folgten vier weitere Vorwürfe zu ähnlichem Fehlverhalten zwischen 1983 und 2013. Alle Anschuldigungen wurden von Knepper zurückgewiesen und konnten bisher auch nicht bewiesen werden.

## Filmografie
- 1986: The Paper Chase (Fernsehserie, Episode 4x05)
- 1986: That’s Life! So ist das Leben (That’s Life!)
- 1986–1993: L.A. Law – Staranwälte, Tricks, Prozesse (L.A. Law, Fernsehserie, 3 Episoden)
- 1987: Asphalt Kid (Wild Thing)
- 1987: Police Story: The Freeway Killings (Fernsehfilm)
- 1987: Twilight Zone (Fernsehserie, Episode 2x09 Gefährliche Spritztour/Der Überlebende/Kleiner Mann im Ohr)
- 1987: Made in Heaven
- 1987: NAM – Dienst in Vietnam (Tour of Duty, Fernsehserie, Episode 1x06)
- 1987: Raumschiff Enterprise – Das nächste Jahrhundert (Star Trek: The Next Generation, Fernsehserie, Episode 1x10 Die Frau seiner Träume)
- 1988: D.O.A. – Bei Ankunft Mord (D.O.A.)
- 1989: Gideon Oliver (Fernsehserie, Episode 1x05)
- 1989: Renegades – Auf eigene Faust (Renegades)
- 1990: Blaze of Glory – Flammender Ruhm (Young Guns II)
- 1990: E.a.R.t.H. Force: Das Eliteteam (E.A.R.T.H. Force, Fernsehserie, 3 Episoden)
- 1990: Arduous Moon (Kurzfilm)
- 1990–1991: China Beach – Frauen am Rande der Hölle (China Beach, Fernsehserie, 2 Episoden)
- 1991: Perry Mason und das Loch im Alibi (Perry Mason: The Case of the Fatal Fashion, Fernsehfilm)
- 1991: Ehekriege (Civil Wars, Fernsehserie, Episode 1x05)
- 1991: Session Man (Kurzfilm)
- 1992: Straßenkinder (Where the Day Takes You)
- 1992: Gas Food Lodging - Verlorene Herzen (Gas Food Lodging)
- 1992: Tequila und Bonetti (Tequila and Bonetti, Fernsehserie, Episode 1x11)
- 1992: Foxy Fantasies … mit David Duchovny (Red Shoe Diaries, Fernsehserie, Episode 1x03)
- 1993: South Beach (Fernsehserie)
- 1993: Zelda (Fernsehfilm)
- 1993: Doorways – Die 4. Dimension (Doorways, Fernsehfilm)
- 1993–1996: Mord ist ihr Hobby (Murder, She Wrote, Fernsehserie, 3 Episoden)
- 1994: Pointman (Fernsehfilm)
- 1994: Getting Out (Fernsehfilm)
- 1994: Ermordet am 16. Juli (When the Bough Breaks)
- 1994: Under Heat
- 1995: The Moviemaker (Search and Destroy)
- 1995: Law & Order (Fernsehserie, Episode 6x02 Rebellen)
- 1995: New York Undercover (Fernsehserie, Episode 2x06)
- 1995: New York News – Jagd auf die Titelseite (New York News, Fernsehserie, Episode 1x02)
- 1995: Pointman (Fernsehserie, Episode 2x07)
- 1996: Tote schweigen nicht (Voice from the Grave, Fernsehfilm)
- 1996: MugShot
- 1996: Central Park West (Fernsehserie, Episode 2x02)
- 1996: Alle sagen: I love you (Everyone Says I Love You)
- 1996: Big Easy – Straßen der Sünde (The Big Easy, Fernsehserie, Episode 1x08)
- 1996: Lazarus Man (The Lazarus Man, Fernsehserie, Episode 1x19)
- 1996: The Undercover Kid (Stimme)
- 1996: Desert Breeze (Fernsehfilm)
- 1996: Dead of Night
- 1997: The Visitor – Die Flucht aus dem All (The Visitor, Fernsehserie, Episode 1x04)
- 1997: You Are Here
- 1998: The Stringer
- 1998: Men in Black: Die Serie (Men in Black: The Series, Fernsehserie, Episode 1x11)
- 1998: Phantoms
- 1998: Emergency Room – Die Notaufnahme (ER, Fernsehserie, Episode 4x16 Die Überdosis)
- 1998: Jung, weiblich, gnadenlos (Jaded)
- 1998: Brimstone (Fernsehserie, Episode 1x06)
- 1999: Geheimprojekt X – Dem Bösen auf der Spur (Strange World, Fernsehserie, Episode 1x03)
- 1999: Kidnapped in Paradise (Fernsehfilm)
- 1999: Born To Kill – Tödliche Erinnerungen (Absence of the Good, Fernsehfilm)
- 1999: Star Trek: Raumschiff Voyager (Star Trek: Voyager, Fernsehserie, Episode 6x07 Die Zähne des Drachen)
- 2000: Love & Sex
- 2000: Seven Days – Das Tor zur Zeit (Seven Days, Fernsehserie, Episode 2x15)
- 2000: Profiler (Fernsehserie, Episode 4x19)
- 2000: Virtual Reality – Kampf ums Überleben (Harsh Realm, Fernsehserie, Episode 1x09)
- 2000: Nikita (La Femme Nikita, Fernsehserie, Episode 4x18)
- 2001: The West Wing – Im Zentrum der Macht (The West Wing, Fernsehserie, Episode 2x15 Ellie)
- 2001: Jackie, Ethel, Joan: The Women of Camelot (Fernsehfilm)
- 2001: Lady in the Box
- 2001: Criminal Intent – Verbrechen im Visier (Law & Order: Criminal Intent, Fernsehserie, Episode 1x09 Spurlos)
- 2001–2002: Thieves (Fernsehserie, 10 Episoden)
- 2002: Topa Topa Bluffs
- 2002: Haunted (Fernsehserie, Episode 1x01)
- 2002: Verschüttet: Das Wunder von Pennsylvania (The Pennsylvania Miners’ Story, Fernsehfilm)
- 2002: Swatters
- 2002–2003: Presidio Med (Fernsehserie, 5 Episoden)
- 2003–2005: Carnivàle (Fernsehserie, 13 Episoden)
- 2004: Species III
- 2004: CSI: Miami (Fernsehserie, Episode 3x11 Süchtig)
- 2005: Point Pleasant (Fernsehserie, Episode 1x05)
- 2005: Hostage – Entführt (Hostage)
- 2005: Good Night, and Good Luck
- 2005–2017: Prison Break (Fernsehserie, 81 Episoden)
- 2007: Prison Break: Visitations (Miniserie)
- 2007: Hitman – Jeder stirbt alleine (Hitman)
- 2008: Turok: Son of Stone (Stimme)
- 2008: Transporter 3
- 2008: Der Tag, an dem die Erde stillstand (The Day the Earth Stood Still)
- 2009: Heroes: Slow Burn (Miniserie, 6 Episoden)
- 2009–2010: Heroes (Fernsehserie, 18 Episoden)
- 2010: Chase (Fernsehserie, Episode 1x03)
- 2010: Criminal Minds (Fernsehserie, Episode 6x08 Spiegelbild der Sehnsucht)
- 2010: Burning Daylight
- 2010: Stargate Universe (Fernsehserie, 6 Episoden)
- 2011: Shameless (Fernsehserie, 2 Episoden)
- 2011: Breakout Kings (Fernsehserie, Episode 1x03)
- 2011: Armageddon 2012 – Die letzten Stunden der Menschheit (Earth’s Final Hours, Fernsehfilm)
- 2012: My Way – Ein Leben für das Chanson (Cloclo)
- 2012: Code Name: Geronimo (Seal Team Six: The Raid on Osama Bin Laden, Fernsehfilm)
- 2013: Cult (Fernsehserie, 13 Episoden)
- 2013: R.I.P.D.
- 2013: Percy Jackson – Im Bann des Zyklopen (Percy Jackson: Sea of Monsters)
- 2013: The Blacklist (Fernsehserie, Episode 1x05 Der Kurier (Nr. 85))
- 2013: Mob City (Lost Angels, Fernsehserie, 6 Episoden)
- 2014: Arrow (Fernsehserie, Episode 2x14 Gegen die Zeit)
- 2014: The Mourning Hour (Kurzfilm)
- 2014: Ride – Wenn Spaß in Wellen kommt (Ride)
- 2014: Die Tribute von Panem – Mockingjay Teil 1 (The Hunger Games: Mockingjay – Part 1)
- 2014: The Flash (Fernsehserie, Episode 1x07 Unter Strom)
- 2014–2015: Hawaii Five-0 (Fernsehserie, 2 Episoden)
- 2015: Chicago Fire (Fernsehserie, Episode 3x13)
- 2015: Chicago P.D. (Fernsehserie, Episode 2x13 Der Feuerteufel)
- 2015: Bunker – Es gibt kein Entkommen (The Hoarder)
- 2015: Texas Rising (Miniserie, 3 Episoden)
- 2015: Navy CIS (Navy NCIS, Fernsehserie, Episode 13x02 Ein freier Tag)
- 2015: Public Morals (Fernsehserie, 4 Episoden)
- 2015: Die Tribute von Panem – Mockingjay Teil 2 (The Hunger Games: Mockingjay – Part 2)
- 2015: American Horror Story (Fernsehserie, Episode 5x05 Zimmerservice)
- 2015: Cold Deck
- 2015–2018: IZombie (Fernsehserie, 17 Episoden)
- 2016: Fate (Kurzfilm)
- 2016: Hard Target 2
- 2016: Jack Reacher: Kein Weg zurück (Jack Reacher: Never Go Back)
- 2016: From Dusk Till Dawn: The Series (Fernsehserie, 2 Episoden)
- 2016–2018: Homeland (Fernsehserie, 5 Episoden)
- 2017: Badsville
- 2017: Shirley Jean (Kurzfilm)
- 2017: Twin Peaks (Twin Peaks: The Return, Fernsehserie, 6 Episoden)
- 2017: Spirit: wild und frei (Spirit Riding Free, Webserie, 2 Episoden, Stimme)
- 2017: The Orville (Fernsehserie, Episode 1x04)
- 2017: Dating Game Killer (Fernsehfilm)
- 2017: Carousel (Kurzfilm)
- 2018: Frat Pack
- 2018: Am Rande der Angst (Edge of Fear)
- 2018: 1st Born
- 2019: Defended War
- 2019: Voice of the Nation
- 2019: Te jing dui
- seit 2019: Paper Empire (Fernsehserie)
- 2022: Warhunt
- 2022: Mindcage
- 2022: Assassin - Rache ist süß (The Moderator)